# 오사마 빈라덴
오사마 빈 무함마드 빈 아와드 빈 라덴(아랍어: أسَامَة بِنْ مُحَمَّدْ بِنْ عَوَدْ بِنْ لَادِنْ 우사마 빈 무함마드 빈 아와드 빈 라딘[*], 영어: Osama bin Laden, 1957년 3월 10일 ~ 2011년 5월 2일)은 사우디아라비아에서 태어난 석유 재벌이었으며, 이슬람 근본주의적 성향의 국제 테러리스트 조직 알카에다의 지도자였다. 빈라덴은 2001년 9월 11일 뉴욕과 워싱턴 DC에서 최소 2,996명을 살해한 9.11 테러의 배후로 간주 되고 있다. 제로니모 작전을 통해서, 2011년 5월 2일(파키스탄 현지시간, 미국 시간으로 5월 1일)에 파키스탄 아보타바드에서 미국 해군(네이비 실)의 데브그루에 의해 사살된 것으로 보도되었다.

## 유년기와 교육
오사마 빈라덴은 사우디아라비아의 리야드에서 사우디 왕가의 친구이자 부유한 사업가인 무함마드 빈라덴과 그의 10번째 아내 하미다 알아타스 사이에서 태어났다. 1998년 인터뷰에서 오사마는 자신의 생일이 1957년 3월 10일이라고 밝혔다. 생모인 하미다 알아타스가 2m가 넘는 장신이었고, 오사마 빈 라덴은 그런 어머니를 닮아 195cm의 장신이었다.
오사마의 부모는 그가 태어난지 얼마 되지 않아 이혼하였고, 어머니는 무함마드 알아타스와 재혼하였다. 이 부부는 4명의 자녀를 두었고, 오사마 빈라덴은 이 4명의 이부동생들과 함께 새아버지의 집에서 살았다.
오사마는 독실한 와하브바 이슬람교도로 자라났다. 1968년부터 1976년까지 그는 우수한 학생들을 교육하는 알타게르 시범학교를 다녔으며, 킹 압둘라지즈 종합대학에서 경제학과 경영학을 공부 하였다. 일부 보고에 따르면 그는 1979년 토목 공학, 1981년 행정학 학위를 받았다고도 한다. 그는 부지런한 학생이었으며, 일부는 그가 3학년 때 학위를 마치지 않고 자퇴하였다고도 한다. 대학에서 오사마 빈라덴의 관심은 종교였으며, 코란과 같은 이슬람교 관련 문서를 영어로 번역하기도 하였다. 그는 시를 쓰거나 독서하는 것을 즐겼는데, 버나드 로 몽고메리나 샤를 드골의 저서를 가장 좋아했다고 한다. 한때 축구를 하기도 하였는데, 주로 맡은 포지션은 중앙 공격수였으며, 잉글랜드 프리미어리그의 프로 축구팀인 아스날 FC의 열성팬이었다고 한다.

## 사적인 인생
1974년 18세가 된 오사마 빈라덴은 라타키아에서 나지와 가넴과 결혼 하였는데, 나지와는 2001년 9.11 사건을 앞두고 그와 이혼하였다. 그는 그 외에 5명의 여인과도 결혼하였는데, 1983년 하디자 샤리프(1990년대 이혼), 1985년 하이리아 사바르, 1987년 시함 시바르, 2000년 아말 알사다, 그리고 시함과 아말 사이에 신원이 불분명한 여인과 결혼 하였고, 이들과의 사이에 20명에서 26명의 자녀들을 두었다. 빈라덴의 자녀들은 911 테러 이후 대부분 이란으로 도피하였고, 이란 정부는 이후 이들의 거주지를 관리하고 있다.
오사마 빈라덴의 아버지 무함마드는 1967년 사우디아라비아에서 비행기 추락 사고로 사망하였는데, 이는 미국인 조종사가 착륙 실수를 해서였다. 오사마의 이복 남매 중 가장 나이가 많은 살렘 빈 라덴이 빈 라덴 가문을 이끌게 되었지만, 그도 1988년 미국 텍사스주의 샌안토니오에서 비행중 비행기가 전선줄에 걸려 일어난 사고로 사망하였다.
FBI는 오사마 빈라덴이 193~198cm의 장신이며 약 75kg의 마른 체형이라고 기술하였다. 그를 인터뷰한 미국의 기자 로렌스 라이트는 그가 호리호리한 체격이지만 특별히 키가 크거나 하지는 않았다고 밝혔다. 미국의 작가인 로렌스 라이트에 따르면 그는 올리브색 눈에 왼손잡이이며, 걸을 때에는 대부분 지팡이를 사용하였다. 그는 주로 평범한 흰색 터번을 착용 하였는데, 그 전에는 보통 사우디 전통 남성 모자를 이용하였다고 한다. 그는 부드러운 어조로 말하며 온화한 성품으로 묘사되었다.

## 이름
아랍어나 아랍 이름을 라틴 문자로 옮기는 국제 표준은 없지만 빈라덴의 이름은 대개 "오사마 빈 라덴"(Osama bin Laden)이라는 형태로 표기된다. 미국 FBI나 중앙정보국(CIA) 및 기타 미국 정부 기관들은 "우사마 빈 라덴"(Usama bin Laden) 또는 "우사마 빈 라딘"(Usama bin Ladin)으로 표기하는데, 둘다 약자로 "UBL"이라 표현되기도 한다. o나 e를 사용하는 것은 빈라덴이 많은 시간을 보낸 아프가니스탄의 공용어로 파슈토어식의 표현이다.
아랍어식으로 그의 이름을 풀이하면 "오사마, 무함마드의 아들, 아와드의 아들, 라덴의 아들"이 된다. 빈라덴의 아들 오마르 빈라덴에 따르면 그의 가문에 전해지는 성은 "알카타니"(아랍어: القحطاني, āl-Qaḥṭānī)인것으로 보이는데, 빈라덴의 아버지 무함마드 빈라덴은 공식적으로 이 이름을 사용하지 않았다.
오사마 빈라덴의 추종자들은 여러 이름으로 그를 호칭하는데, "에미르"(الالمجاهد, al-Amīr),"셰이크"(الشيخ, aš-Šayḫ), "셰이크 알 무자히드"(شيخ المجاهد, al-Muǧāhid Šayḫ), "사자"(حج, Ḥaǧǧ), "독재자"등이 사용된다.

## 사상과 이념
미국 중앙정보부에서 오사마 빈라덴을 추적해 온 마이클 셰어에 따르면, 오사마 빈라덴은 미국의 대외 정책이 중동의 무슬림을 억압하고 살해하며 피해를 주는 것이라고 여겼다고 한다. 오사마 빈라덴은 “그들은 우리가 누구인지 상관없이 우리가 하는 모든 일을 싫어한다”는 말로 자신의 생각을 정리한 바 있다.
빈라덴은 또한 샤리아를 회복하는 것만이 무슬림 세계에서 "모든 것이 제자리를 찾는" 유일한 방법이라 말한 바 있다. 그는 샤리아만이 이슬람 세계에서 “범아랍주의, 사회주의, 공산주의, 민주주의”등을 대체할 수 있는 것이라고 하였다. 이른바 지하드라고 선언된 폭력을 바탕으로 하는 이러한 믿음은 흔히 사이드 쿠트브가 주창한 것으로 알려져 있어 쿠트비즘이라고 불린다. 빈라덴은 무하마드 오마르가 이끌었던 탈레반 치하의 아프가니스탄이야말로 “유일한 이슬람 국가”라고 하였다. 빈라덴은 미국이나 다른 이슬람권이 아닌 다른 국가들에 대항하여 그들을 심판하기 위해서는 폭력을 동반한 지하드가 반드시 있어야 한다고 일관되게 주장하였으며, 특히 미국을 등에 업은 이스라엘을 중동에서 반드시 축출할 필요가 있다고 강조하였다. 그는 또한 미국인들이 “동성애, 술이나 마약의 이용, 도박, 그리고 고리대금과 같은 부도덕하고 사악한 행위를 중단해야 한다”고 하였다.
빈라덴의 이데올로기 가운데에는 여성이나 어린이와 같은 무고한 시민들이라 할 지라도 지하드의 공격 목표가 될 수 있다는 사상이 포함되어 있다. 빈라덴은 반유대주의자였다. 그는 “유대인이야말로 고리대금업자의 최고봉이고, 변절의 우두머리이다. 그들은 지금 세계에서도 그리고 다음 세계에서도 당신들을 결코 그냥 두는 법이 없다”고 유대인을 비난하였다. 빈라덴은 미국과 이스라엘과 같은 소위“이슬람의 적” 목록에 시아파 무슬림을 이단이라는 이유로 추가하였다.
빈라덴은 종교 활동에 음악을 사용하는 것을 반대하였고, 기술에 대해서는 복합적인 생각을 보였다. 빈라덴은 지구의 자전과 공전 역학과 식물을 이용한 유전 공학에 관심을 보였으나 냉각수는 거부하였다.
빈라덴은 자신을 그의 관점을 실현하기 위해 테러리즘을 방법으로 택한 학자라고 여겼다. 빈라덴은 미국을 비롯한 여러 국가의 정보 기관과 언론에 의해 테러리스트로 지목되었다.
빈라덴의 전략은 소비에트 연방에 대항할 때부터 자신 보다 강력한 적을 상대로 소모전을 펼치는 것이었다. 빈라덴은 지하드를 수행하는 무슬림은 결코 항복하지 않을 것이고 결국 적국은 시간이 갈 수록 경제적 타격을 받을 것이라고 보았다. 알카에다의 군사 교본에는 빈라덴의 이러한 전략 목표가 분명하게 기재되어 있다.

## 군사 활동

### 아프가니스탄 전쟁 무자헤딘 참전
1979년 대학을 떠난 빈라덴은 파키스탄에 가서 팔레스타인의 학자이자 지도자인 압둘라 아잠과 함께 아프가니스탄 전쟁 수행을 노렸다. 1979년부터 1989년까지의 사이클론 작전 당시 미국은 파키스탄 정보부를 통해 무자헤딘 지도자들에게 재정 및 무기를 지원하였다. 이 시기에 빈라덴은 파키스탄 육군의 3성장군이자 ISI의 수장이었던 하미드 굴과 알게되어 친분을 쌓았다. 미군이 자금과 무기를 지원하였지만 민병들의 군사훈련은 전적으로 파키스탄 육군과 ISI에 의존하였다.
1984년 빈라덴과 아잠은 아랍권으로부터 아프가니스탄으로 자금,무기,전사들을 지원하는 조직인 마크타브 알키다마트를 설립하였다. 알키다마트를 통해 빈라덴은 자신의 가문으로부터 상속받은 자금으로 성전(지하드)에 참여하는 전사들을 위해 파키스탄 정부 문서 작성 비용, 항공료와 숙식 비용을 제공하였다. 그는 파키스탄의 히베르 팍툰흐와에 캠프를 만들고 아프가니스탄 민주공화국과 소련을 공격할 전투원들을 훈련시켰다.

### 알카에다의 설립과 구조
1988년 빈라덴은 마크타브 알키다마트를 탈퇴하였다. 아잠은 아프가니스탄 전사들을 지원하는 역할을 하였지만 빈라덴 자신은 더욱 군사적인 성격의 역할을 맡기를 원했다. 그가 알카에다를 만들게 된 가장 큰 이유는 아랍권의 전사들이 별개의 조직으로 활동하는 것이 아니라 아프가니스탄의 전투 조직과 통합되기를 원했기 때문이다. 1988년 8월 20일 빈라덴이 참석한 회의 기록을 보면 이미 그 당시에 알카에다라는 집단이 생성되어 있음을 알 수 있다. 여기에서 그는 알카에다가 이슬람 당파 조직으로써, 알라의 세계를 실현하고 종교적 승리를 추구한다고 하고 있다. 알카에다 조직 가입을 위한 조건은 '청각 능력', '올바른 태도', '복종', 그리고 '상급자에 대한 충성'으로 규정하였다.
미국인 작가이자 영화 극작가인 로렌스 라이트에 의하면, 이 집단의 진짜 이름은 기밀 유지를 위해 공적으로 사용하지 않는다고 한다. 라이트는 알카에다가 1988년 8월 11일 창설되었으며, 이집트 이슬람 성전(EIJ)과 합둘라 아잠의 여러 상급자들간의 회의를 통해 소련의 아프가니스탄 철수 이후 성전 전사들, EIJ의 노하우, 빈라덴의 자금을 하나로 모아 설립한 것이라고 한다. 1989년 2월 소련이 아프가니스탄에서 철군하자 오사마 빈라덴은 1990년 '성전의 영웅'으로, 강력한 소련을 꺾은 아랍 군단을 대동하고 사우디아라비아에 귀국하였다.
1990년 8월 2일 이라크의 사담 후세인이 쿠웨이트를 침공하고, 사우디아라비아 국경에 이라크 군대가 주둔하자 범아랍주의는 국내적 비판의 대상이 되었다. 당시 사우디아라비아의 국왕이자 제5대 국왕인 파드와 사우디아라비아의 국방부 장관 술탄 이븐 압둘 아지즈 알사우드를 만나 빈라덴은 '미국과 같은 비(非) 무슬림 국가들의 도움에 의지하지 말 것'을 주장하며 무자헤딘을 이끌고 사우디아라비아 방위 활동에 참여하겠다고 하였다. 그러나 그의 제안이 거부되고 사우디아라비아 왕정이 사우디아라비아 영토 내에 미군 주둔을 허용하자 오사마는 사우디의 미군을 공개적으로 비난하였다. 오사마는 메카와 메디나가 있는 두 개의 모스크의 땅에 외국 군대가 있는 것은 성지를 모독하는 행위라고 믿었다. 그가 사우디아라비아 왕가를 비난하자 사우디아라비아 정부는 그를 침묵시키고자 하였다.
사우디아라비아가 미군을 받아들인 사건을 계기로 빈라덴은 서방세계에 대한 공격행위에 관심을 두기 시작했다. 1990년 11월 8일 미국 FBI는 알카에다 조직원 알리 무함마드와 연계된 뉴저지의 엘 사이드 노사이르라는 자의 자택을 수색하여 노사이르를 체포하고 뉴욕 시 고층 건물을 파괴하는 등의 테러 계획 증거들을 압수하였다. 이는 알카에다가 무슬림 국가 외 지역에 대한 테러를 계획한 첫 사례로 기록되었다. 노사이르는 결국 1993년 세계 무역 센터 폭파 사건에 대한 연계를 자백하였고, 1990년 11월 5일 뉴욕에서 랍비인 메이어 카하네를 살해한 혐의로 유죄를 선고받았다.
빈라덴은 계속하여 미군을 받아들인 사우디아라비아 정부를 공개적으로 비난하다가 결국 사우디아라비아 국외 추방 명령을 받았다. 그는 1992년 알리 무함마드의 주선으로 북아프리카의 수단으로 건너가서 살았다.

### 수단에서의 생활과 아프가니스탄 귀환
빈라덴은 수단의 수도 하르툼에서 새로운 무자헤딘 작전 기지를 설립하였다. 그는 수단에서도 사우디아라비아 국왕에 대한 비난을 멈추지 않았고, 1994년 3월 5일 국왕인 파드는 수단에 사절을 보내 빈라덴의 여권을 요구하였으며, 그의 집안에는 연간 7백만 달러에 달하는 재정지원을 중단할 것을 설득하였다. 이제 빈라덴은 EIJ 세력과의 연대를 강화하게 되었으며, 이들은 알카에다의 핵을 구성하게 되었다. 1995년 EIJ는 이집트 대통령 호스니 무바라크를 암살하려다가 실패하여 수단에서 추방되었다.
극단적 폭력을 사용하는 이슬람 성전(지하드) 세력과 연대한 덕에 오사마 빈라덴은 1994년 사우디아라비아 시민권을 말소당하였으며, 부유한 가문의 지원도 끊겼다. 수단 정부 또한 빈라덴을 추방하고자 애썼다.
1996년 5월, 수단에 대한 사우디아라비아, 이집트, 미국의 압력이 거세어지자 빈라덴은 아프가니스탄의 잘랄라바드로 건너가 탈레반의 지도자 무함마드 오마르와 친분을 쌓았다. 빈라덴이 수단을 떠나자 그의 야망과 조직력에도 불구하고 그의 조직은 상당히 약화되었다. 빈라덴과 알카에다는 아프가니스탄에서 과거 소련에 맞서 싸운 전사들과 ISI의 자금 지원을 받았으며, 무자헤딘 전사들을 위한 훈련 캠프를 더 많이 설립하였다.
빈라덴은 아리아나 아프간 항공사를 확보해 아랍에미리트와 파키스탄을 오가며 이슬람 전사들과 무기, 현금, 아편을 수송하였으며, 빈라덴의 테러리스트망에 있는 전사들에게 가짜 신분증을 보급하였다. 이 때 러시아의 무기거래상인 빅토르 부트가 여객기 운항 및 유지보수, 화물 선적을 맡았다. 미국 중앙정보부(CIA)의 빈라덴 담당 대처팀의 팀장 마이클 슈어는 아리아나가 테러리스트들을 위한 택시 서비스를 담당하고 있다고 결론내렸다.

### 초기의 공격과 공격 지원
빈라덴이 개입된 최초의 폭파 사건은 2명이 희생된 1992년 12월 29일의 아덴 골드 미호 호텔 폭파 사건으로 추측된다. 사건 이후 알카에다는 무고한 인명을 살해한 이유를 찾았던 것으로 알려졌다. 맘두흐 마무드 살림이 발행한 <종교 칙령 fatwa>에 따르면, 적의 근처에서 희생된 사람은 사후에 정당한 보상을 받게 되며, 만일 그가 좋은 무슬림이었다면 천국에, 비신자이거나 악인이었다면 지옥에 가게 된다고 하였다. 이 칙령은 모든 알카에다 조직원들에게 발행되었지만 공식적으로 발표되지는 않았다.
1990년대 빈라덴과 알카에다는 알제리, 이집트, 아프가니스탄에서의 성전 수행을 재정적, 그리고 군사적으로 지원하였다. 1992년 또는 1993년 빈라덴은 카리 엘사이드를 사절로 보내어 알제리의 이슬람 근본주의자들이 정부와 교섭하기보다는 투쟁을 할 수 있도록 4만 달러를 지원하였다. 빈라덴과 알카에다로 인해 알제리에서는 15~20만명의 알제리인들이 내전으로 사망하였고, 결국 이슬람 근본주의자들은 알제리군에 항복하였다.

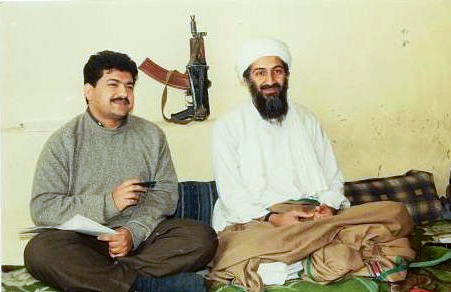
1997년 파키스탄의 저널리스트 하미드 미르와 함께 있는 빈라덴

빈라덴은 1997년 11월 17일 룩소르 학살에 재정을 지원하여 62명의 민간인들을 희생시켰으며, 이집트인들을 분노하게 하였다. 1997년 중반 북부 동맹이 잘랄라바드를 침공하겠다고 위협하였기에 빈라덴은 그의 저택 나짐 지하드를 포기하고 거처를 남부 타르나크 농장지로 옮겼다.
아프가니스탄의 도시 마자르 에 샤리프에 대한 공격도 성공적이었다. 빈라덴은 수백명의 아프가니스탄 이슬람 전사들을 보내 탈레반과의 관계를 다지고 도시 내에서 5~6천명의 하지라 주민들을 학살하는 것을 지원하였다.
1998년 2월 오사마 빈라덴과 아이만 알자와히리는 '유대인과 십자군에 대항하는 성전을 위한 세계 이슬람전선(World Islamic Front for Jihad Against Jews and Crusaders)'의 이름으로 칙령에 공동 서명하여 북아메리카인과 그들이 동맹국 사람들을 살해하고, 예루살렘의 알아크사모스크와 메카의 성스러운 모스크를 해방시키는 것이 모든 무슬림의 개인적 의무임을 공포하였다. 이 칙령을 공포하면서 빈라덴은 북아메리카인들을 매우 쉬운 목표로 표현하면서, 참석한 기자들에게 '그 결과를 빠른 시일 내에 볼 수 있을 것'이라고 덧붙였다.
1998년 8월 7일에 발생한 미국 대사관 폭탄 테러는 탄자니아의 다르에스살람과 케냐의 나이로비와 같은 동아프리카 주요도시에 소재한 미국 대사관 앞에서 폭탄 트럭을 이용해 수백 명의 인명을 살상한 사건이었다. 이 공격은 지역 내 이집트 이슬람 성전 조직원들과 연계되어 있었으며, 오사마 빈라덴과 아이만 알자와히리를 미국 대중에게 알리게 된 사건이 되었다. 이 사건으로 미국 FBI는 지명수배자 상위 10인 안에 빈라덴을 올려놓았다.
2000년 말 리처드 클라크는 '2000년 1월 3일 빈라덴 지휘하에 이슬람 전사들이 여러 테러 공격을 계획하였다'는 사실을 밝혀냈다. 이 공격은 요르단 암만의 라디손 SAS 호텔, 네보 산과 요르단 강의 여행객들, 예멘에 주둔한 미국 구축함 설리번 호 공격과 미국 국내 공격을 계획한 것으로, 요르단 내 테러 조직의 조직원들이 체포되고, 폭탄이 들어찬 배를 미국 구축함 가까이 보내려던 아메드 레삼이 체포되어 연행되면서 무산되었다.

### 유고슬라비아 전쟁
사라예보 시정부가 오사마 빈라덴과 연계된 자들을 비롯한 이슬람 근본주의자들을 보호하고 있었음이 드러난 이후 전직 미국 고위 당국자는 2001년 10월 보스니아 헤르체코비나가 테러리스트들의 은신처로 이용되고 있다고 보고하였다. 1997년 폴란드의 일간신문 <제치포스폴리타>(Rzeczpospolita)는 정보부의 보고를 인용, 보스니아 헤르체코비나 내에 이슬람 테러리스트들을 위한 훈련장이 있다는 내용을 보도하였다.
1992년 버려진 공장에 있던 '엘 무자헤드'라는 이름의 무자헤딘 부대에 수백명의 지원자들이 가담하였다.
중동의 정보기관에 따르면, 빈라덴은 수단에서의 사업을 통해 벌어들인 자금으로 신참들을 수송하는 비용을 조달하였다. 이 중에는 카림 사이드 아트마니도 있었는데, 미국 내 폭파 사건을 계획한 알제리인 집단의 문서를 다루었던 사람이었다. 그는 예전에 아메드 레삼의 룸메이트이기도 하였다. 보스니아 헤르체고비나 정부는 미국의 요청에 따라 여권과 거주기록을 조회하여 사라예보 북부 97km지역에 거주하였으며 전직 무자헤딘 소속이자 같은 알제리인 집단과 연계된 것으로 의심되는 할릴 알디크를 찾아냈다. 그는 1999년 12월 여행지를 폭파하려고 한 혐의로 요르단에서 체포되었다. 보스니아 헤르체고비나 시민권을 가진 하미드 아이치는 캐나다에서 거주하며 오사마 빈라덴의 일을 돕고 있었다. 1997년 6월 26일 사우디아라비아 리야드의 알 호바르 빌딩 폭파사건에 대하여 <뉴욕타임즈>는 체포된 이들이 '보스니아 무슬림 군대에서 복무하였다고 자백하였다'는 내용을 보도하였다. 이들 또한 오사마 빈라덴과의 연계도 시인하였다.
1999년 빈라덴과 튀니지 출신의 조수 마레즈 아오두니가 1993년경 사라예보 정부에 의하여 보스니아 헤르체고비나 시민권 및 여권을 획득하였다는 사실이 밝혀졌다. 이 정보는 9.11 사태 이후 보스니아 헤르체고비나 정부에 의하여 부인되었으나, 터키에서 아오두니가 체포될 당시 보스니아 헤르체고비나 여권을 소지하고 있었음이 밝혀졌다. 사실이 드러나자, 보스니아 헤르체고비나 정부는 빈라덴이 여권을 직접 수령하지 않았으며, 여권을 발행한 오스트리아 빈 주재 보스니아 헤르체고비나 대사관 또한 당시에는 빈라덴이 어떤 사람인지 알지 못했다고 밝혔다. 2001년 보스니아 헤르체고비나의 일간지 <오슬로보제네>는 7월 빈라덴과 연계된 것으로 보이는 3명이 사라예보에서 체포되었다고 보도하였다. 이중 신원이 밝혀진 이마드 엘 미스리는 이집트인이었다. 이 신문은 세 사람 중 두 명이 보스니아 헤르체고비나 여권을 소지하고 있었다고 밝혔다.
1998년 빈라덴은 알바니아 밖에서 알카에다 조직망을 운영하였다고 보고되었다. <찰스턴 가제트>(Charleston Gazette) 신문은 알바니아 정보부장 파토스 클로시의 말을 인용, 사우디아라비아에서 추방된 빈라덴이 세르비아의 코소보 지역에서 전투루르 수행할 부대를 파견하였다고 보도하였다. 이러한 활동은 과거 빈라덴의 알바니아 조직망에 있었다는 프랑스인 클로드 카데의 시인으로 확인되었다.
1998년 알바니아에서는 네 명의 EIJ 조직원이 체포되어 이집트로 이송되었다.

### 9.11 테러

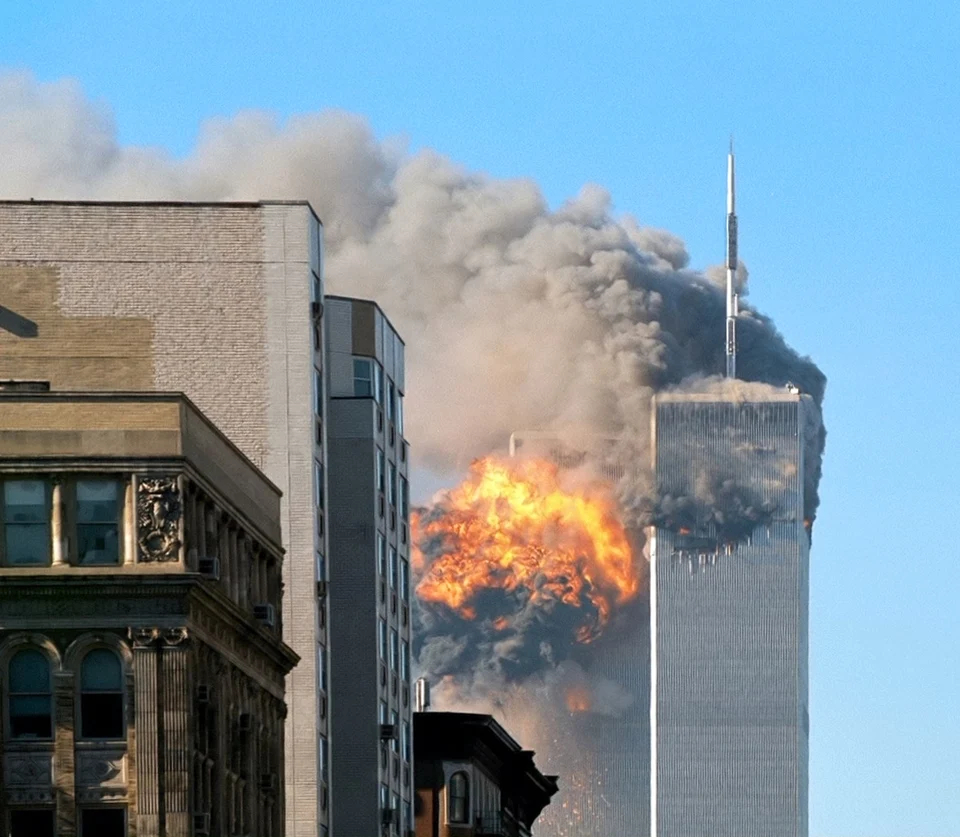
유나이티드 항공 UA175편과 충돌한 쌍둥이 빌딩(남쪽 타워)

거듭된 부인 끝에 오사마 빈라덴은 2004년에야 미국에서의 2001년 9월 11일의 테러 행위가 자신들의 소행임을 알자지라 방송을 통해 인정하였다. 이 사태는 4대 민간 항공기를 공중납치하여 건물에 충돌시키는 방법으로 세계 무역 센터 건물을 붕괴시키고 버지니아주의 펜타곤(미 국방성 건물) 건물을 일부 파괴하였다. 이 사건으로 2974명의 무고한 인명과 19명의 공중납치범들이 사망하였다. 사태에 대한 대응으로 미국은 '테러와의 전쟁'을 선포하였으며 아프가니스탄에서의 탈레반 조직을 공격하고 알카에다 조직원들에 대한 체포에 돌입하였으며, 여러 국가들이 향후의 테러 공격에 대비하기 위해 대(對)테러 준비를 강화하였다. CIA에 신설된 특별 부서는 빈라덴을 추적하여 생포하거나 제거하는데 초점을 맞추었다.
FBI는 알카에다와 빈라덴이 9.11 테러에 개입되었다는 확실한 증거가 있음을 밝히고, 그들의 소행임을 명백히 하였다. 영국 정부 또한 이와 유사한 결론을 내렸지만 확고한 증거는 찾지 못하였다고 밝혔다.
빈라덴은 사태에 개입되었다는 사실을 부정하였으며, 2001년 9월 16일 카타르의 알자지라 위성방송을 통하여 다시 한번 개입설을 부정하였다.

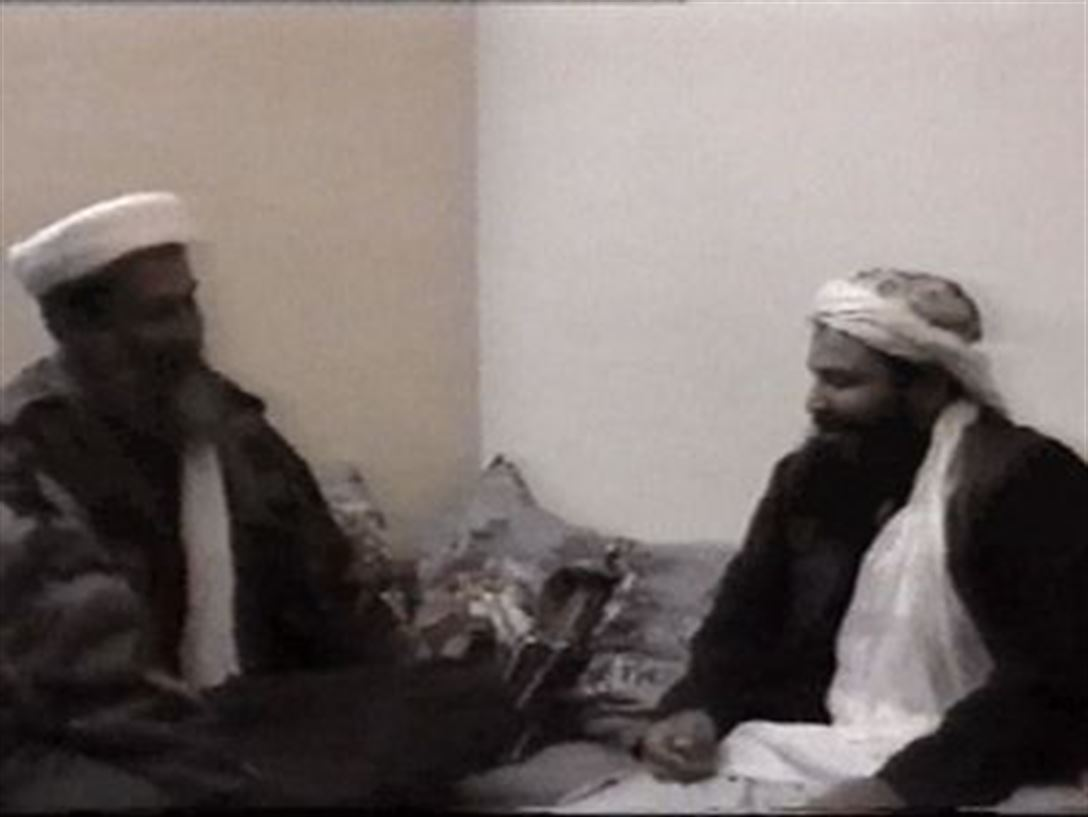
2001년 12월 빈라덴

미군은 2001년 11월 잘랄라바드에서 빈라덴이 할레드 알하르비와 공격에 대한 계획을 논의하는 장면을 녹화한 비디오 테이프를 찾아냈으며, 이 비디오는 2001년 12월 13일 다양한 언론매체를 통해 보도되었다. 그러나 아랍 전문가 압델 엘후세이니 박사는 비디오 테이프에 나온 대화를 번역한 것으로는 정보가 부족하여 빈라덴의 9.11 개입 의혹을 밝힐수 없다고 지적하였다.
그러던 중 2004년 10월, 빈라덴은 알자지라 방송을 통해 사태 개입을 부정하던 태도를 버리고 자신이 직접 19명에게 공중납치를 지시하였다고 밝혔다. 미국 총선을 4일 앞두고 알자지라에 보도된 이 18분 분량의 테이프에서 빈라덴은 여객기 공중납치에 대한 미국 조지 워커 부시 대통령의 부주의함을 비난하였다. 이 테이프에서 빈라덴은 1982년 레바논 전쟁 당시 이스라엘이 레바논의 건물들을 무너뜨리는 것을 보고 영감을 얻었다고 밝혔다.
2006년 알자지라 방송을 통해 보도된 다른 두 개의 비디오 테이프에서 오사마 빈라덴은 자신이 계획의 책임자였으며, 람지 빈 알시브, 함자 알감디, 와일 알셰흐리가 실제적인 공격을 준비하였다고 구체적으로 밝혔다. 이 중 알감디와 알셰흐리는 9.11 테러의 공중납치범의 일원이었다.

## 범죄 혐의
1998년 3월 16일 리비아는 지난 1994년 3월 10일 리비아에서 독일 연방정보부 직원을 포함한 2명의 독일인을 살해한 혐의로 빈라덴과 기타 3명에 대한 첫 인터폴 수배령을 내렸으며, 빈라덴이 사망하였을 당시에도 리비아 정부는 이 수배령을 유지하고 있었다. 오사마 빈라덴은 1998년 6월 8일 미국에서도 기소되었는데, 1995년 11월 14일 미국이 운영하는 리야드의 사우디아라비아 국가경비대 훈련소 앞에서 폭탄 트럭으로 5명의 미국인과 2명의 인도인을 살해한 혐의였다. 당시 빈라덴의 혐의는 미국의 방어시설을 공격하였다는 것이었으며, 아울러 그가 알카에다라는 테러 조직을 이끌고 있다는 것도 포함되었다. 당시 빈라덴은 자신의 개입 여부는 부정하였지만 공격 자체는 이슬람 교도로서 훌륭한 행위라고 칭송하였다.
1998년 11월 4일 오사마 빈라덴은 미국 연방 대법원에서 '국외 미국인을 살해하고, 연방 시설을 공격한 혐의'로 기소되었는데, 1998년 케냐와 탄자니아에서의 미국 대사관 공격 사건 때문이었다. 당시 빈라덴이 개입되었다는 증거는 전직 알카에다 조직원의 자백과 위성 전화 녹음, 그리고 알카에다의 조달담당자 지야드 할릴이 그에게 사준 휴대전화였다. 빈라덴은 이 사건으로 1999년 6월 7일 '10대 수배자'에 이름을 올렸으며, 역대 456번째였다. 암살 시도와 아프가니스탄 탈레반에 대한 범인 신병 인도요청이 실패로 끝나면서, 1999년 미국 대통령 빌 클린턴은 유엔에 범인 인도 지원을 요청하기도 하였다.
2001년 9.11 사태 이후 2001년 10월 10일 빈라덴은 당시 미국 대통령 조지 워커 부시가 공포한 22대 FBI 수배 테러리스트 목록에도 이름을 올렸다. 빈라덴은 FBI 10대 수배자와 22대 테러리스트 목록에 모두 이름을 올린 유일한 인물로 남았다.
여러 차례의 범인 신병 인도 요청에도 불구하고 탈레반은 오사마 빈라덴의 신병 요청을 거부하였다. 2001년 10월 미국이 아프가니스탄을 폭격하자, 탈레반은 미국이 폭격을 중단하고 빈라덴의 9.11 테러 연계 증거를 제출하는 대가로 빈라덴을 제3국의 법정에 세우겠다는 제안을 하였다. 이에 조지 워커 부시 미국 대통령은 '그가 무죄인지 유죄인지를 논할 필요는 더 이상 없으며 우리는 그가 유죄라는 사실을 안다'라는 대답으로 탈레반의 제안을 일언지하 거절했다.

### 클린턴 행정부
오사마 빈라덴을 체포하려는 노력은 빌 클린턴 정부 시대부터 시작되었다. 1998년 8월 빌 클린턴은 CIA에 정예 요원으로 구성된 특별 부서를 만들어 '9.11 및 과거 테러 행위의 장본인인 빈라덴을 미국 법정에 세운다'는 안에 서명하였으며, 만약 생포가 어려운 경우 사살도 용인하였다. 1998년 8월 20일에는 미국 해군이 아라비아해에서 쏘아올린 66기의 크루즈 미사일이 아프가니스탄에 있는 빈라덴의 훈련캠프를 파괴하였는데, 빈라덴은 몇 시간 전에 캠프를 떠난 후였다. 1999년 CIA는 파키스탄 군사 정보부와 공조하여 60명의 파키스탄 특공대를 아프가니스탄으로 파견, 빈라덴을 생포하거나 사살한다는 계획을 세웠으나 파키스탄 쿠테타 발생으로 취소되었다. 2000년 CIA 작전 파견 요원이 아프가니스탄 산악지대에서 빈라덴이 탑승하고 있는 것으로 의심되는 차량 행열에 로켓 추진식 유탄(RPG)을 발사하여 차량 1대를 폭하였지만 빈라덴이 탑승하고 있던 차량이 아니었다. 2000년 9.11 사태를 앞두고 빈라덴을 추적 중이던 클린턴 정부를 두고 미국의 외교관 폴 브레머는 올바른 선택으로 추켜세운 반면, 전직 미국의 외교관 로버트 오클리는 '오사마에 대한 집착'이라며 폄하하였다.

### 부시 행정부
9.11 참극 직후 미국 정부는 빈라덴과 알카에다를 유력한 용의자로 보고 그의 체포나 제거에 결정적인 제보를 하는 사람에게 2500만 달러를 제공하겠다고 발표 하였으며, 훗날 2007년 7월 13일 이 금액은 2배인 5000만으로 올랐다. 미국 항공 조종사 협회와 미국 항공 운송 협회 또한 2백만 달러를 추가 현상금으로 내걸었다.
<워싱턴 포스트>(The Washington Post)에 따르면, 미국 정부는 오사마 빈라덴이 2001년 말 토라 보라 전투 이후 아프가니스탄에 체류 중일 것이라고 결론지으며, 미국이 적절한 수의 병력을 파견하지 못한 것이 그의 탈출과 알카에다와의 전쟁에 실패하게 된 원인이라고 밝혔다. 정보부 직원 또한 심문과 통신 감청을 통하여 그가 아프가니스탄 동부 국경 산악지대의 지하시설에 은신해 있을 것이라고 하였다. <워싱턴 포스트>는 또한 빈라덴을 체포하기 위한 CIA 산하 준군사조직이 2005년 말 해체되었다고 보도하였다.
미군과 아프가니스탄군은 2007년 4월 14일부터 16일까지 토라 보라 일대의 산악 동굴들을 수색하였는데, 이는 라마단 기간을 앞두고 알카에다 조직원들이 회의를 개최한다는 정보 때문이었다. 군은 10여명의 알카에다 및 탈레반 조직원들을 사살하였지만 오사마 빈라덴과 아이만 알자와히리를 찾는데는 실패하였다.

### 오바마 행정부

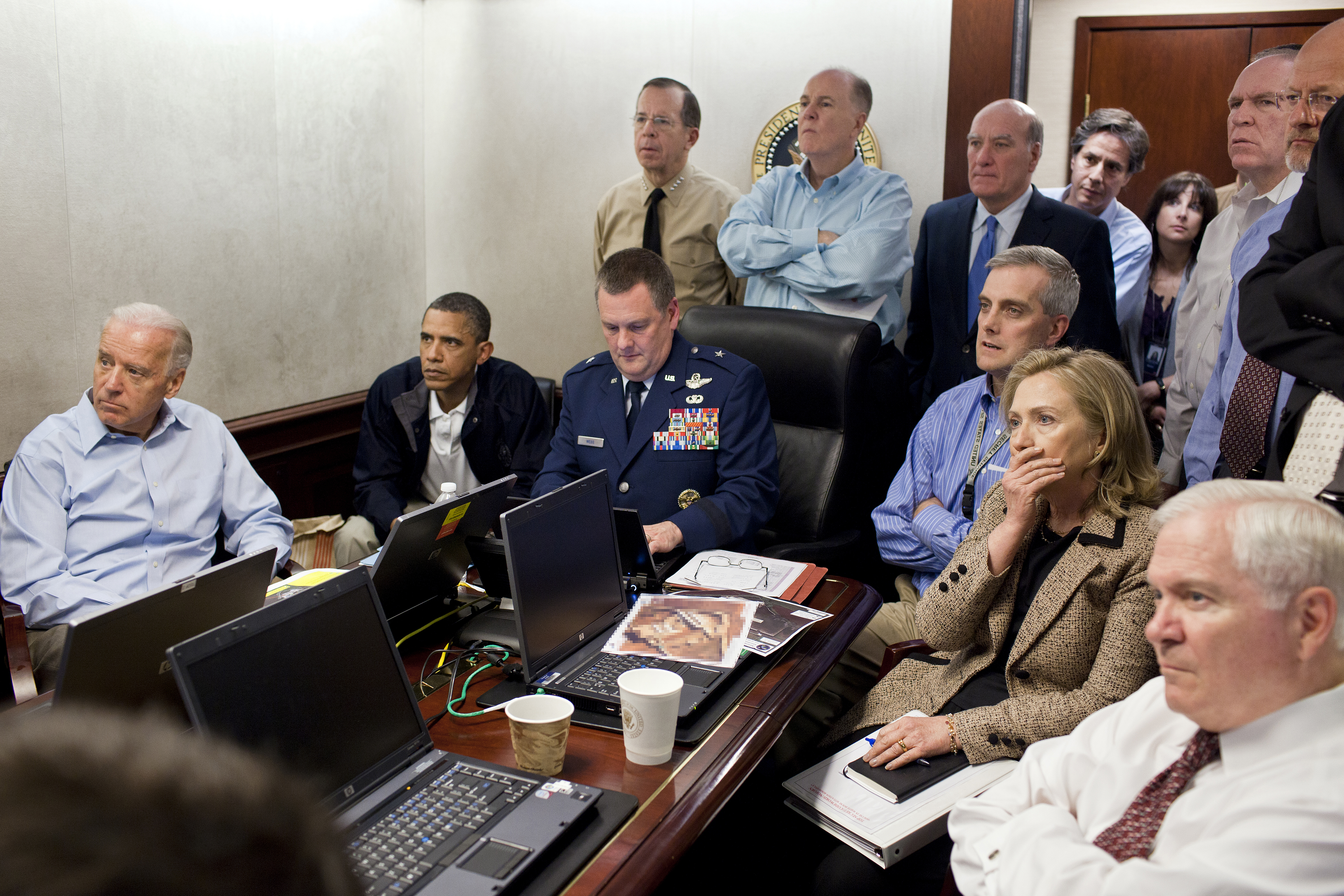
백악관 상황실에서 빈라덴 체포 작전의 위성 생중계를 시청하고 있는 미국 정부 수뇌부.

2008년 10월 7일 제2차 대통령 후보 토론 당시 외교 정책 부문에서 당시 대통령 후보였던 버락 오바마는 '오사마 빈라덴을 제거하고 알카에다를 박살내는 것이 국가 안보의 최우선 과제'라고 말하였다. 오바마는 당선 후 알카에다 지도자 오사마 빈라덴을 찾겠다는 공약을 상기시키며 그를 잡는데 주력하였다. 미국 국방부 장관 로버트 게이츠는 2009년 12월 '정부는 빈라덴의 소재에 대한 믿을 만한 정보를 수년간 확보하지 못하였다'고 밝혔다. 일주일 후 아프가니스탄 주둔 미군 총사령관 스탠리 맥크리스탈을 오사마 빈라덴이 체포되거나 제거되지 않는 이상 알카에다는 무너지지 않을것이라고 하였다. 그는 미국 의회 증언에서 빈라덴은 우상화된 인물로, 그의 생존이 곧 알카에다의 세계화에 기여하고 있다고 하면서, 오바마가 3만의 병력을 아프가니스탄에 추가 파병한 것은 곧 긍정적인 결과로 이어질 것이라고 하였다. 2011년 4월 오바마는 빈라덴을 체포하기 위한 작전에 서명하였다. 2011년 5월 1일, 오사마 빈라덴은 오바마가 서명한 비밀 작전에 의해 파키스탄 아보타바드에서 미국 네이비실 대원들에게 사살되었다. 향년 54세.

## 9.11 공격 이후의 행적
2001년 9월 11일 공격 직후 미국 대통령 조지 워커 부시는 빈라덴을 제거하거나 체포하기를 바란다고 밝혔다. 이에 따라 빈라덴은 체포를 피하기 위해 공식 석상을 피하였다. 이후 그의 행적에 대한 무수한 추측성 언론보도가 이어졌으며, 심지어는 사망설까지 나돌았다. 이 시기에 알카에다는 빈라덴이 생존해 있음을 알리는 비디오 테이프를 신중하게 제작하여 시기 적절하게 알자지라를 통해 방송하였고, 이는 2007년 8월까지 이어졌다. 스탠리 맥크리스탈의 발언에서도 알 수 있듯이 2011년 최근까지도 미국 지도부는 빈라덴이 생존해있다는 것을 믿었다.
2005년 12월 11일 아티야 압드 알라흐만이 아부 무사브 알자르카위에게 보낸 서신 내용에 따르면 빈라덴과 알카에다 지도부는 당시 파키스탄의 와지리스탄 지역에 있었던 것을 알 수 있다. 이 서신은 미국 웨스트 포인트 사관학교의 대테러 전투 센터에서 번역되었으며, 알라흐만이라는 인물이 알자르카위에게 지도부 회동을 알리는 전령을 와지리스탄으로 보내라는 내용이 적혀있다. 알라흐만은 또한 빈라덴과 알카에다가 약화되었으며 많은 문제를 안고 있다고 밝히고 있는데, 미국측이 이 서신의 내용을 신뢰할 수 있다고 판단하였다는 내용이 후에 워싱턴 포스트를 통해 보도되었다.
2009년 UCLA의 토머스 길레스피와 존 애그뉴가 이끄는 연구팀이 위성을 통하여 지형 분석을 한 결과 파라치나르 지역에서 빈라덴의 은신처로 의심되는 3곳을 발견하였다.
2009년 3월 뉴욕 데일리 뉴스(New York Daily News)는 칼람 협곡을 포함한 파키스탄 치트랄 지구를 중심으로 빈라덴 수색이 이루어지고 있다고 보도하였다. 보도를 작성한 싱가포르의 테러리즘 관련 저술가인 로한 구나라트나는 체포된 알카에다 간부가 이곳을 빈라덴의 은신처로 지목하였다고 하였다.
2009년 12월 첫주에 한 파키스탄 탈레반 억류자는 2009년 빈라덴이 아프가니스탄에 있었다는 이야기를 들었다고 하였다. 그는 2009년 1월이나 2월경 만난 사람이 약 15~20일 전에 아프가니스탄에서 빈라덴을 보았다고 전했다. 그러나 2009년 12월 6일 미국 국방부 장관 게이츠는 미국이 빈라덴의 은신처에 대한 신뢰할 만한 정보를 수년간 확보하지 못하였다고 발표하였다. 그 후 파키스탄의 총리 유수프 라자 길라니는 오사마 빈라덴이 파키스탄에 있다는 주장을 부정하였다.
2010년 2월 2일 사우디아라비아 외무부의 한 직원은 탈레반이 빈라덴을 추방하고 극렬 이슬람 근본주의자들과 가까이 한다면 사우디아라비아는 아프가니스탄 평화 정착을 위한 문제에 개입하지 않겠다고 선언하였다. 이 선언은 아프가니스탄 대통령 하미드 카르자이가 탈레반 재건을 위한 계획에 사우디아라비아가 할 수 있는 역할에 대하여 논의하기 위하여 방문하였을 때 이루어졌다.
2010년 6월 7일 <쿠웨이티 알 시야사>(Kuwaiti Al Siyassa)는 빈라덴이 이란 북부 사브제바르의 산악마을에 은신하고 있다고 보도하였다. 오스트리아 언론은 이 주장을 6월 9일 온라인으로 보도하였다.
2010년 10월 18일 익명의 북대서양 조약기구(NATO) 소속 인사는 빈라덴이 파키스탄에서 당국 정보부의 비호 아래에 안락한 생활을 하고 있다고 주장하였다. 파키스탄 고위 당국자는 파키스탄 정부와 빈라덴의 연계 가능성을 부정하면서 그러한 주장은 파키스탄과 미국 간의 유대 관계를 해치기 위한 모함이라고 주장하였다.

### 핵무기
2001년 9·11 테러 직전, 파키스탄의 원자력 위원회 책임자들이 오사마 빈라덴에게 핵무기를 제조하거나 획득할 방법에 대해 조언한 것으로 드러났으며, 칸 박사와 함께 이들은 가택연금 중이다.
2001년 9월 26일, 미국 정보기관은 오사마 빈 라덴이 아프가니스탄에서 비밀리에 핵무기 실험을 해왔으며 러시아 마피아로부터 생화학 무기용 부품을 입수한 것으로 보았다.
2001년 11월 10일, 파키스탄 영자신문 "새벽(Dawn)"의 인터뷰에서, 빈라덴은 "핵무기와 화학무기를 갖고 있으며 이를 사용할 준비도 돼있다"고 경고했다.
2002년 12월 15일, 미국 뉴스 전문 인터넷 사이트 월드 넷 데일리는 알 카에다가 1998년 러시아에서 활동하고 있는 체첸 마피아로부터 3,000만 달러를 주고 핵배낭 20개를 구입했다고 보도했다.
2004년 2월 8일, 범아랍 신문 알 하야트는, 우크라이나 과학자들이 1998년 아프가니스탄의 탈레반 정권 거점인 칸다하르를 방문했을 때 알 카에다가 옷가방 속에 담긴 핵무기를 입수했다고 전했다. 폭발력은 TNT 1 kt급이라고 한다. 데이비드 디오니시의 책, 아메리칸 히로시마에 따르면, 오늘날 TNT 10 kt급 핵무기는 서류가방 크기 정도로 작게 만들 수 있고, 마약 밀수보다 훨씬 더 손쉽게 미국 안으로 반입할 수 있다.
2004년 3월 21일, 알케에다의 2인자 아이만 알자와히리의 전기 작가인 파키스탄 언론인 하미드 미르는, 호주 ABC TV와의 인터뷰에서, "자와히라가 웃으면서 3천만 달러를 들고 중앙아시아 암시장에 가서 불만에 찬 소련 과학자를 만나면 서류가방형 핵폭탄을 구할 수 있다고 주장했다"고 말했다.
2011년 4월 25일, 위키리크스로부터 문서를 미리 제공받아 분석한 영국 일간 텔레그래프에 따르면, 관타나모 수용소에 수감된 알카에다 고위 간부는 미 국방부 심문에서 "오사마 빈라덴이 체포되거나 암살될 경우 알카에다가 유럽에 숨긴 핵폭탄을 터뜨릴 것"이라고 주장했다.

## 사망
2011년 4월 29일 미국 대통령 버락 오바마는 파키스탄 아보타바드 인근 지역을 수색하여 빈라덴을 체포하기 위한 작전에 서명하였다. 이 작전 이름은 '넵튠 스피어 작전(Operation Neptune Spear)'였으며, 빈라덴을 가리키는 코드명은 '제로니모'(Geronimo, 아메리카 원주민 아파치족 추장 이름에서 유래)였다. 당초 빈라덴의 위치는 아프가니스탄과 파키스탄 국경지대, 파키스탄 연방 관할 부족지역 사이로 알려졌지만 그는 사실 이로부터 160 km 떨어진 곳에 있는 아보타바드의 시가 25만 달러 상당 3층 저택북위 34° 10′ 9.63″ 동경 73° 14′ 33.33″ / 북위 34.1693417°  동경 73.2425917° 에 있었다. 그의 저택은 파키스탄 사관학교 남서쪽 1.3km위치였다. 구글어스를 보면 해당 저택은 2001년 위성 사진에는 존재하지 않았지만, 2005년 위성 사진에는 존재한다.

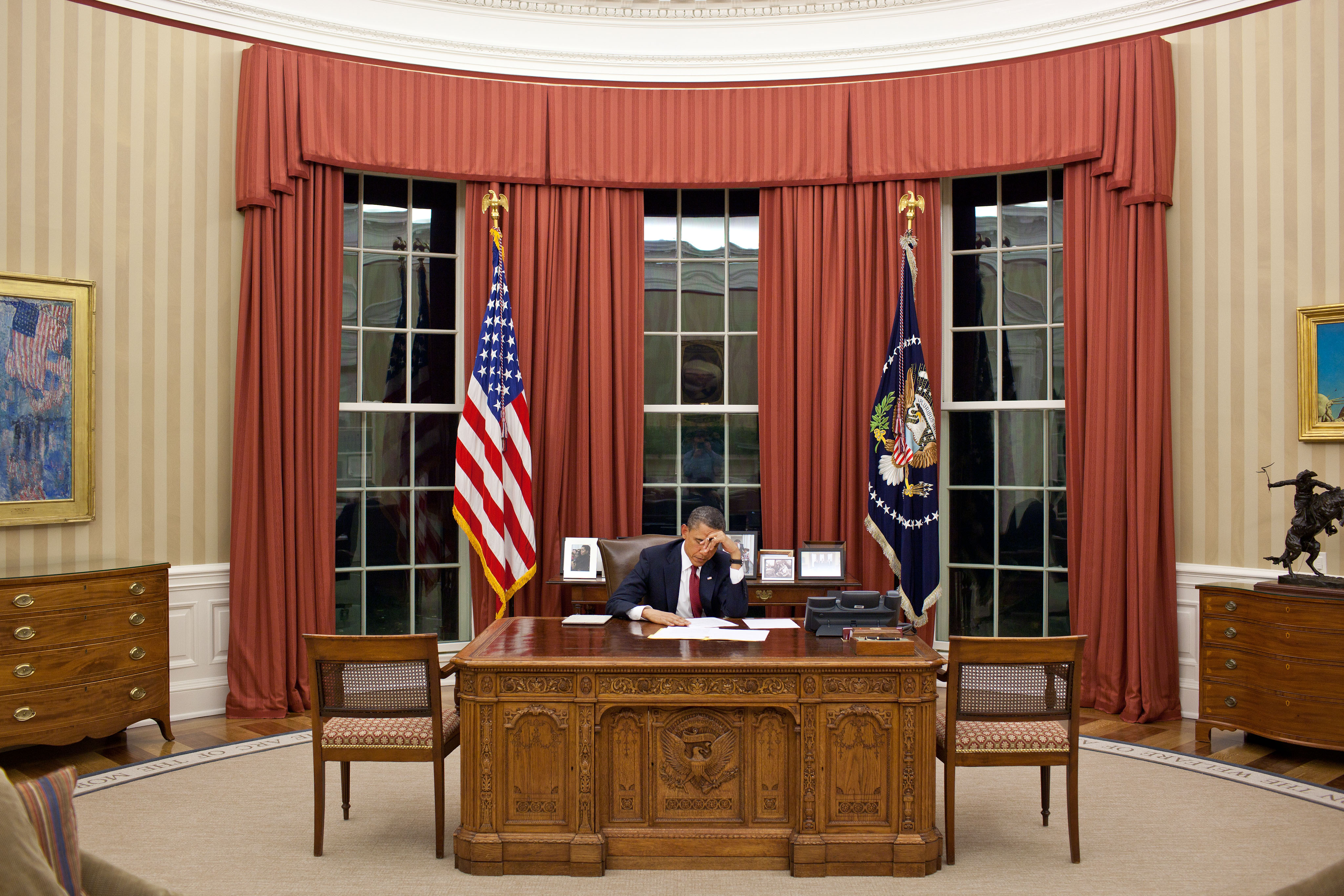
미국 대통령 버락 오바마가 대통령 집무실에서 '오사마 빈라덴 사살 소식' 발표 준비를 하고 있다.

빈라덴 사살 당시 저택 구조도

2011년 5월 1일(파키스탄 표준시간 기준으로 5월 2일) 워싱턴 D.C에서 버락 오바마는 오사마 빈라덴이 사살되었으며, 그의 유해는 미군에 의하여 수습되었다고 발표하였다. 향년 54세. 미국정부는 미국 해군 특수전 개발 그룹 소속 네이비실 6팀 24명이 합동 특수 작전 지휘부(Joint Special Operations Command)와 CIA 공조 하에 2대의 헬리콥터를 이용해 빈라덴의 저택을 급습하였다고 하였다. 이 작전으로 빈라덴과 남성 3명, 여성 1명이 사살되었으며 미군의 인명 피해는 없었지만, 헬리콥터 1대가 기기 고장으로 불시착하였으며, 네이비실 팀에 의해 현장에서 폭파되었다. 오바마는 언론 발표에서 미군이 민간인의 피해를 야기하지 않기 위해 만전을 기하였다고 하였다. 미국정부 관계자에 따르면 이 공격은 파키스탄 측에 통보 없이 이루어졌다고 한다. 작전 당시 빈라덴은 머리와 가슴에 치명상을 입었다고 알려져 있다. 빈라덴의 죽음은 현장 사진과 함께 '제로니모 작전 중 사살'(Geronimo E-KIA)이라는 코드로 보도되었다. 작전 소요 시간은 정보부의 현장 수색까지 포함하여 40분이 걸렸다. 빈라덴의 유해는 수습되어 생명 안면 인식 시험이 이루어졌으며, 부차적으로 유전자 검사까지 시행되었다. 그의 시체는 땅에 매장할 경우 추종세력들이 그 곳을 성지로 정하고 테러활동을 원활하게 하는 것을 막기 위해 아라비아해에 수장된 것으로 알려지고 있다.
2011년 5월 6일 알카에다는 빈라덴의 죽음을 인정하면서 미국과 그 동맹국들에 대한 보복을 천명하였다.

## 빈라덴과 파키스탄의 연관성
일부는 파키스탄군과 보안당국이 빈라덴을 보호하였다고 의혹을 제기, 비난하였다. 예를 들어, 파키스탄의 유명 칼럼니스트 모샤라프 자이디는 "빈라덴이 파키스탄 당국 모르게 그곳에서 살았을 리가 없다"고 주장하였다. 그러나 파키스탄의 대통령 아시프 알리 자르다니는 파키스탄 군의 빈라덴 보호 가능성을 전면 부인하면서 이를 근거없는 억측이라고 주장하였다.
이 문제는 미국과 파키스탄 간의 관계를 악화시킬 수 있을 만큼 중대한 사안이다. 빈라덴은 사살되기 전까지 적어도 그 장소에서 3년간 거주한 것으로 알려졌다. 또한 빈라덴의 은신처는 빈라덴을 위하여 지어진 것으로 추측되는 고가의 안전가옥이었으며, 파키스탄의 수도 이슬라마바드에서도 100 km 거리 내에 위치하고 있었다.
파키스탄 외무부는 미국의 오사마 빈라덴 체포 작전이 있기 전까지 어떠한 사전 정보도 입수하지 못하였다고 발표하였다.
파키스탄 특사 후사인 하카니는 이슬라마바드에서 얼마 떨어지지 않은 곳에 있는 빈라덴의 안전가옥을 파키스탄 정보부가 왜 찾아내지 못하였는지, 그리고 파키스탄 내부의 지원 체계가 있었는지, 있었다면 그 지원 체계가 파키스탄 정부 내에 있었는 지의 등의 여부를 전면적으로 조사하겠다고 약속하였다.

## 기타
- 빈라덴은 키가 193cm에 달하는 장신이다.
- 빈라덴은 세계 10대 현상수배범 중 1순위이며 그의 현상금은 미국 정부와 시민단체의 현상금을 합하여 2,700만 달러로 세계에서 가장 비싼 현상금이 걸린 현상수배범이 되었다. 미국 의회가 기존의 2,500만 달러에서 두 배인 5,000만 달러로 현상금을 올렸지만 FBI 홈페이지에는 액수가 오르지 않아 2,500만 달러가 파키스탄 정부에 지급될 예정이다.[153][154]
- 국내외 언론 및 통신에서 ‘오바마 사망’이라는 내용을 보도했으나, 이는 오사마를 오바마로 잘못 적은 실수로 판명이 났다. 예시를 들면 미국 폭스 TV 등에서 오사마 빈 라덴의 사망 소식을 알리면서 ‘속보 : 오바마 빈 라덴 사망(REPORT : OBAMA BIN LADEN DEAD)’으로 표기를 했다. 이와 더불어 ‘우사마 빈 라덴 사망(USAMA BIN LADEN DEAD)’이라고도 속보를 냈다. 일부 네티즌들이 우사마도 오타가 아니냐고 얘기했지만, ‘우사마’는 ‘오사마’의 다른 표기로 판명이 났다.[155][156]

## 같이 보기
| - 반미주의 - 이라크 전쟁 - 걸프 전쟁 - 9·11 테러 - 조지 W. 부시 - 버락 오바마 - 항구적 자유 작전 - 알카에다 - 탈레반 - 아이만 알자와히리 - 사담 후세인 | - 이슬람 근본주의 - 테러리즘 - 무자헤딘 - 무하마드 오마르 - 무아마르 알 카다피 - 피델 카스트로 - 이븐 바투타 - 호메이니 | - 쌍둥이 빌딩 - 이슬람 - 네이비 실 - 테러 |